# Karl-Preusker-Bücherei
Die Karl-Preusker-Bücherei ist die erste öffentliche Bibliothek Deutschlands. Sie wurde am 24. Oktober 1828 vom Rentamtmann Karl Preusker und vom Arzt Emil Reiniger im sächsischen Hayn als Vaterländische Bürger-Bibliothek gegründet.
Seit 1995 erinnert der Tag der Bibliotheken an das bildungspolitisch wichtige Ereignis.

## Geschichte
Nach einer Buchhändlerlehre in Leipzig trat der aus Löbau stammende Karl Benjamin Preusker während der Befreiungskriege der Lausitzischen Landwehr bei. Er diente in der Verwaltung und stieg bis zum Regimentsquartiermeister auf. Nebenher besuchte Preusker Vorlesungen in Kameralwissenschaften. Dadurch konnte er nach Ende seiner Militärzeit 1824 nach einer Adjunkturszeit den Posten eines Rentamtmanns in Hayn erlangen.
Ein Stadtbrand hatte 1744 die Hayner Kirchenbibliothek vernichtet. Der Aufbau einer neuen öffentlichen Bücherei war ein lange diskutiertes Thema des örtlichen Bürgertums. Um dieses Vorhaben umzusetzen, regte Karl Preusker, inzwischen Teil der bürgerlichen Hayner Gesellschaft, zusammen mit dem Arzt und Dichter Emil Reiniger (1792–1849) die Entstehung eines Bibliotheksvereins am 18. September 1828 an. Während Preusker die Administration plante, sorgte Reiniger für die Mittelbeschaffung und bat um Bücherspenden. Am 24. Oktober 1828 gründeten sie eine Schulbücherei in der Hayner Knabenschule, die neben Schülern und Lehrern auch für den „gewerblichen Bürgerstand“ unentgeltlich zugänglich war. Der Grundbestand waren 132 geschenkte Bücher, die während einer Stunde sonntags ausgeliehen werden konnten. Die Ausleihe verrichteten ortsansässige Lehrer ehrenamtlich. Als sich der Bibliotheksverein kurze Zeit später wieder auflöste, übernahm Preusker die alleinige Führung. Eine Versammlung von Bibliotheksfreunden erweiterte das Konzept 1832 zu einer Stadt-Bibliothek zu Hain, in deren Vorstand neben Preusker der Bürgermeister Carl Moritz Hofmann und der Superintendent Karl Wilhelm Hering waren. Die Vernetzung mit der örtlichen Sonntagsschule und dem Gewerbeverein hatte bedeutenden Einfluss auf ihre weitere Entwicklung und die Auswahl neuerworbener Titel.
Innerhalb der nächsten zehn Jahre wuchs der Vorrat an Büchern stetig an. Das ursprüngliche auf Bildungs- und Gewerbswissenschaftswerke beschränkte Angebot wurde nach und nach um historische und naturwissenschaftliche Literatur, Biografien und später auch um Reiseberichte und Belletristik ergänzt. So entwickelte sich, wie von Preusker geplant, die Schulbibliothek für Lehrer und Schüler zu einer umfassenden Bürgerbibliothek, die kostenlos von jedem Interessierten benutzt werden konnte. Ein Problem der jungen Bücherei war ihre Finanzierung, hauptsächlich zum Kauf neuer Literatur. Karl Preusker hatte auch deswegen 1834 einen Lesezirkel etabliert, dessen von den Teilnehmern beschaffte Bücher nach dem Lesen Teil der Bibliothek wurden. Die Stadt beteiligte sich erst nach 40 Jahren des Bestehens mit einem regelmäßigen Beitrag. Auch dadurch waren auch wiederholte Wechsel der Räumlichkeiten nötig. 1839 wurde von Preusker eine zusätzliche Wanderbibliothek für die umliegenden Dörfer geschaffen.
Karl Preusker verfasste in dieser Zeit mehrere Artikel und Schriften über Volksbildung und -bibliotheken, mit dem Ziel, „Bildung für alle“ zu ermöglichen und das „Lebenslange Lernen“ zu fördern. Seine Ideen und die praktische Umsetzung der Großenhainer Modellbibliothek wurden europaweit beachtet und trugen so zum Entstehen von weiteren Bürgerbüchereien in Deutschland und in der Schweiz bei. Als er 83-jährig 1869 die Führung der Großenhainer Stadtbibliothek abgab, waren inzwischen über 3.000 Werke im Bestand.
Von 1877 bis 1962 befand sich die Stadtbibliothek im neuen Großenhainer Rathaus. Die Literatur für Kinder und Schüler wurde in eine eigene Schülerbibliothek ausgelagert. Mit Beginn des 20. Jahrhunderts verlagerte sich der inhaltliche Schwerpunkt der Erwachsenenbücherei weg von der Bildungs- hin zur Unterhaltungsliteratur. Zwischen 1945 und 1948 wurde der Buchbestand stark reduziert. Nach Gründung der DDR fand eine Aufwertung der Stadtbibliothek statt, indem hauptamtliche Mitarbeiter eingestellt wurden. In Erinnerung an ihren Gründer erhielt sie 1949 den Namen Karl-Preusker-Bücherei. Mit dem Status einer Kreisbibliothek wurden ab den 1950ern 43 Gemeindebibliotheken nebenamtlich von der Stadt- und Kreisbibliothek Karl Preusker betreut. Die Großenhainer Bücherei gab 1955 mit rund 500 Werken die Hälfte des erhaltenen Bucherbes von Karl Preusker an die Sächsische Landesbibliothek in Dresden ab.
Im Jahre 1962 zog die Stadtbücherei in das frühere Amtsgebäude am Großenhainer Neumarkt um. Bei dem am 10. September neueröffneten Standort wurde auch erstmals ein verändertes Benutzerkonzept angeboten, die Freihandausleihe. Der ausleihbare Bücherbestand konnte von den Besuchern in den Regalgängen selbst frei durchforstet werden, statt bei der Ausleihe oft nur für den Leser als geeignet erachtete Werke angeboten zu bekommen.
Der am 10. Dezember 1996 gegründete Verein Preusker Bibliothek e. V., später in Karl-Preusker-Bücherei e. V. umbenannt, wurde ab 1997 der neue privatrechtliche Träger der Bücherei. Finanziell wird sie durch die Stadt Großenhain getragen.
Zwischen 2004 und 2005 erfolgte eine Sanierung und Modernisierung des Büchereigebäudes. Das Medienangebot umfasst auf zwei Etagen mit insgesamt 777 m² Nutzfläche inzwischen neben traditionellen Büchern und Zeitschriften auch moderne digitale Datenträger. Mehrere Internetarbeitsplätze können genutzt werden, der Bibliothekskatalog ist online über Web-OPAC einsehbar. Es existiert ein eigener Kinderbereich. In den Räumen der Bibliothek finden regelmäßig Autorenlesungen, Kunstausstellungen und Veranstaltungen für Kinder statt. Im Jahre 2011 besuchten 26.000 Leser die Bücherei, die über 34.000 Medien im Bestand hat.

## Architektur
Die Karl-Preusker-Bücherei befindet sich seit 1962 im ehemaligen Großenhainer Amtshaus. Dieses ursprüngliche Renaissancebauwerk wurde 1599 auf dem früheren Wirtschaftsgelände des 1540 ausgebrannten Magdalenenklosters errichtet. In der späteren Zeit des Barocks wurde das Gebäude den damaligen Bedürfnissen angepasst. In den Jahren 1783 bis 1794 erfolgte eine Aufstockung und Verlängerung des Baus bis direkt an die Klosterkirche. Große Teile der gotischen Klosterruine wurden zwischen 1862 und 1872 entfernt, auch um einen Durchgang von der Innenstadt zum neu errichteten Leipziger Bahnhof zu schaffen, nur der Kirchturm und eine Wand des Chores bestehen seitdem noch. Das Großenhainer Amtsgericht befand sich bis 1878 im Gebäude, danach war das Königliche Bezirkssteueramt dort ansässig. Im Amtshaus war in der Zeit der DDR in der oberen Etage ein Wohnheim für Studenten untergebracht.
Im schmalen Nachbarhaus, das ab 1788 bis 1854 als Rentamt fungierte, lebte und arbeitete Karl Preusker mit seiner Familie von 1824 bis 1853. Auch dieses hatte 1788 innerhalb einer Barockisierung ein weiteres Stockwerk erhalten. Im Erdgeschoss befand sich die Arbeitsstätte des Rentamtmanns, darüber der Wohnbereich. Während der Sanierung 2004 wurde im oberen Geschoss eine mit Akanthus-Blattwerkmalereien verzierte Renaissance-Holzdecke entdeckt, deren Entstehung um 1630 geschätzt wird. Das „Preuskerzimmer“ enthält eine kleine Ausstellung zum Bibliotheksgründer.
Der innere Klostergarten, in dem seit 2005 eine Auswahl charakteristischer Küchen- und Heilkräuter des Mittelalters angebaut werden, kann zum Lesen benutzt werden. Der gesamte Gebäudekomplex steht unter Denkmalschutz.

## Würdigung

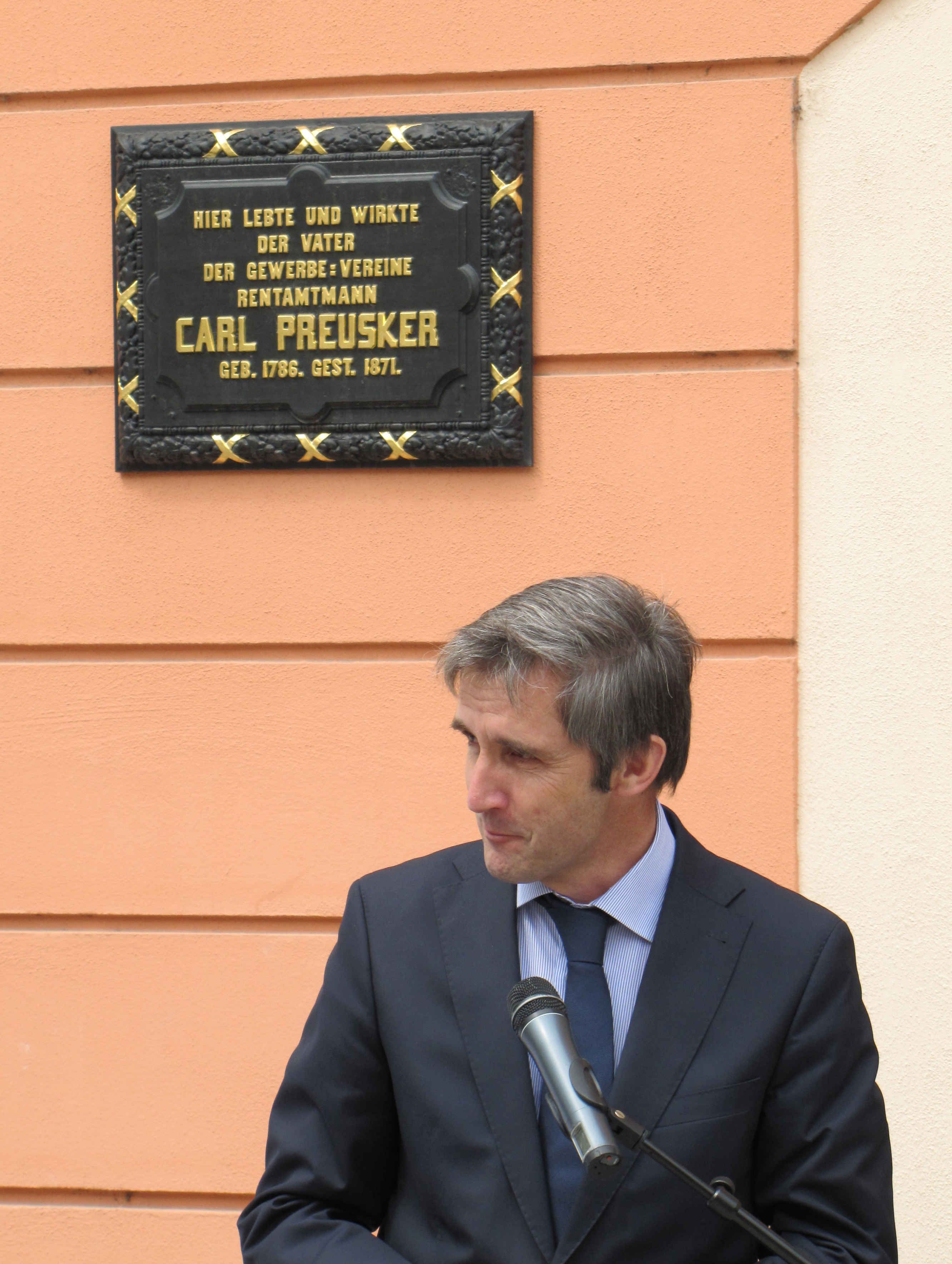
Frank Richter, Direktor der SLpB, spricht während der Auszeichnung als „Politischer Ort in Sachsen 2011“ über den Zusammenhang von Bildung und Demokratie

Karl Preusker wurde 1840 für seine Bibliotheksschriften und Bibliotheksgründung die Königliche Preußische Medaille für Wissenschaft und Kunst verliehen.
Am 167. Gründungstag der Karl-Preusker-Bücherei 1995 wurde in Großenhain von der Deutschen Literaturkonferenz unter der Schirmherrschaft des damaligen Bundespräsidenten Richard von Weizsäcker der Tag der Bibliotheken proklamiert. Das Motto der ersten Veranstaltung lautete „Auch in Zukunft Bibliotheken für alle!“.
Die Sächsische Landeszentrale für politische Bildung (SLpB) zeichnete 2012 die Karl-Preusker-Bücherei zusammen mit der Radebeuler Friedenskirchgemeinde als „Politische Orte in Sachsen 2011“ aus.